# Syndrome FRAXE
Le syndrome FRAXE, de l'anglais : fragile X E syndrome, ou déficience intellectuelle associée au site fragile FRAXE, est une maladie génétique qui affecte les fonctions cérébrales cognitives.

## Description
La plupart des personnes touchées ont une déficience intellectuelle légère. Chez certaines personnes atteintes de cette maladie, la fonction cognitive est décrite comme limite, en dessous de la moyenne, mais pas suffisamment faible pour être classée comme déficience intellectuelle.
Les individus de sexe féminin, aux deux chromosomes X, sont rarement diagnostiqués avec le syndrome FRAXE, probablement pour des signes et symptômes peu marqués, n'entravant pas les fonctions normales.

## Épidémiologie
Le syndrome FRAXE concerne environ 25 000 à 100 000 personnes. Seul un petit nombre d'individus de sexe féminin affectés ont été décrits dans la littérature médicale. Parce que les personnes modérément touchées peuvent ne jamais être diagnostiquées, on estime que l'état peut être plus fréquent que rapporté. 

## Physiopathologie
Le syndrome FRAXE est causé par une mutation dans le gène AFF2 (en). Ce gène code une protéine dont la fonction n'est pas encore bien comprise. La protéine AFF2 pourrait se lier à l'ADN et aider à contrôler l'activité d'autres gènes,.
La protéine AFF2 serait également impliquée dans l'épissage alternatif : le processus par lequel le « plan » pour les protéines est coupé et réarrangé pour produire des versions différentes de la protéine.
Les chercheurs tentent de déterminer quels gènes et quelles protéines sont concernés par AFF2.
Presque tous les cas de syndrome FRAXE se produisent quand une région du gène AFF2, connue sous le nom « répétitions de trinucléotides CCG », est anormalement développée. Normalement, ce segment de trois nucléotides est répété environ 4 à 40 fois. Toutefois, chez les personnes atteintes du syndrome FRAXE, le segment de GCC est répété plus de 200 fois, ce qui rend cette région du gène instable.  (Lorsque expansé, cette région est appelée le site fragile FRAXE.) En conséquence, le gène de AFF2 est ignoré, « éteint », et aucune protéine AFF2 n'est produite.
On voit mal comment une pénurie de cette protéine conduit à une déficience intellectuelle chez les personnes atteintes du syndrome FRAXE.
Les personnes ayant de 50 à 200 répétitions de la GCC sont désignés comme présentant une prémutation du gène AFF2. La recherche actuelle suggère que les personnes ayant une pré-mutation n'ont pas de problèmes cognitifs associés.

## Tableau clinique en cas de mutation complète
- Trouble d'apprentissage
- Retard de langage
- Mauvaise écriture
- Durée d'attention assez courte
- Hyperactivité
- Comportement anormal : Battement des mains, comportement répétitif, intérêt intense pour un sujet particulier
- Retard cognitif léger

## Conseil génétique
Le syndrome FRAXE est hérité dans un modèle dominant lié à l'X. Une affection est considérée comme liée à l'X si le gène muté qui 
provoque le trouble est situé sur le chromosome X, qui est l'un des deux chromosomes sexuels. Chez les femmes (qui ont deux chromosomes X), une mutation dans l'une des deux copies du gène de chaque cellule est suffisante pour provoquer la maladie.
Chez les individus de sexe masculin (qui n'ont qu'un seul chromosome X), une mutation dans la seule copie du gène dans chaque cellule provoque la maladie. Dans la plupart des cas, les hommes présentent des symptômes plus sévères de la maladie que les femmes.
Chez les parents présentant une prémutation AFF2, le nombre de répétitions du triplet GCC peut s'étendre à plus de 200 dans les cellules germinales. Cela signifie que les parents avec la prémutation ont un risque accru d'avoir un enfant atteint du syndrome de X E fragile.
Une caractéristique de l'héritage lié à l'X est que les pères ne peuvent pas transmettre les traits liés à l'X à leurs fils : les fils reçoivent un chromosome Y de leur père, qui n'inclut pas le gène AFF2.